# Deutsche Schule Alexander von Humboldt Lima

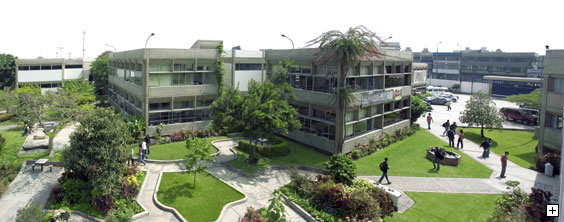
Deutsche Schule „Alexander von Humboldt“

Die Deutsche Schule „Alexander von Humboldt“ (Colegio Peruano Alemán Alexander von Humboldt) in Lima ist eine private,  zweisprachige, bikulturelle und experimentelle Schule; eine Begegnungsschule, die von der Bundesrepublik Deutschland finanziell und durch Entsendung von Lehrkräften großzügig unterstützt wird. Sie ist eine Exzellente Deutsche Auslandsschule und Pasch-Schule.
Seit 1994 bestehen bezüglich der Schulabschlüsse Vereinbarungen mit den peruanischen Universitäten, so dass von den Schülern neben dem deutschen Abitur ohne weiteres Aufnahmeexamen auch die Berechtigung zum Studium an den örtlichen Universitäten erworben wird.

## Geschichte
Um 1880 wurde in Lima unter Vorsitz des späteren peruanischen Präsidenten Manuel Pardo ein Schulverein mit dem Ziel ins Leben gerufen, in der Hauptstadt ein erstes deutsches Gymnasium zu gründen. Nach einigem Auf und Ab wurde die Schule im Jahr 1952 als Colegio Alexander von Humboldt als Deutsche Schule wieder neu eröffnet. Seit 1983 hat sie ihren heutigen Charakter als binationale, zweisprachige deutsch-peruanische Begegnungsschule.

## Bekannte Schüler und Lehrer
- Jorge Basadre Grohmann (1903–1980), Historiker
- Fernando Belaúnde Terry (1912–2002), Architekt und Politiker[1]
- Alfred Pohl (1928–2019), Graphiker und Holzschneider, Kunstlehrer von 1967 bis 1970